# ユニスフィア
ユニスフィア（Unisphere）は、ニューヨーク市クイーンズ区のフラッシング・メドウズ・コロナ・パークに位置する球体のランドマークである。

## 概要
1964年から1965年にかけて開催されたニューヨーク万国博覧会のテーマシンボルとして作られた。
ギルモア・D・クラークにデザインされ、ユナイテッド・ステーツ・スチールの橋事業部により作られ寄贈された。
世界でも有数の大きさを誇るオブジェで、40m超の高さと300tの重さがある。
現在、ユニスフィアはニューヨーク市クイーンズ区の非公式シンボルとして知られている。

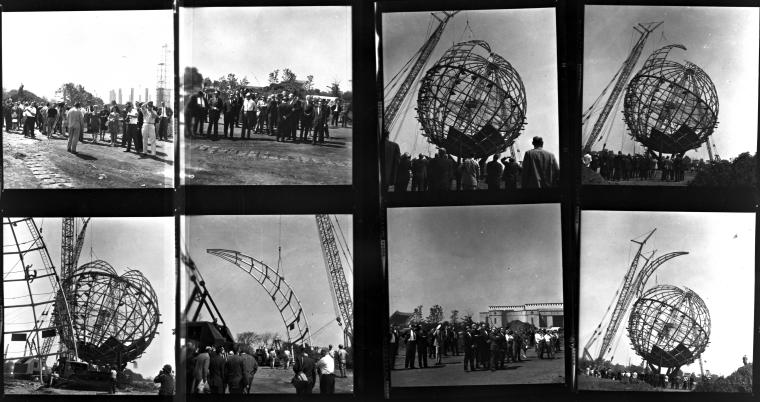
建設当時の様子
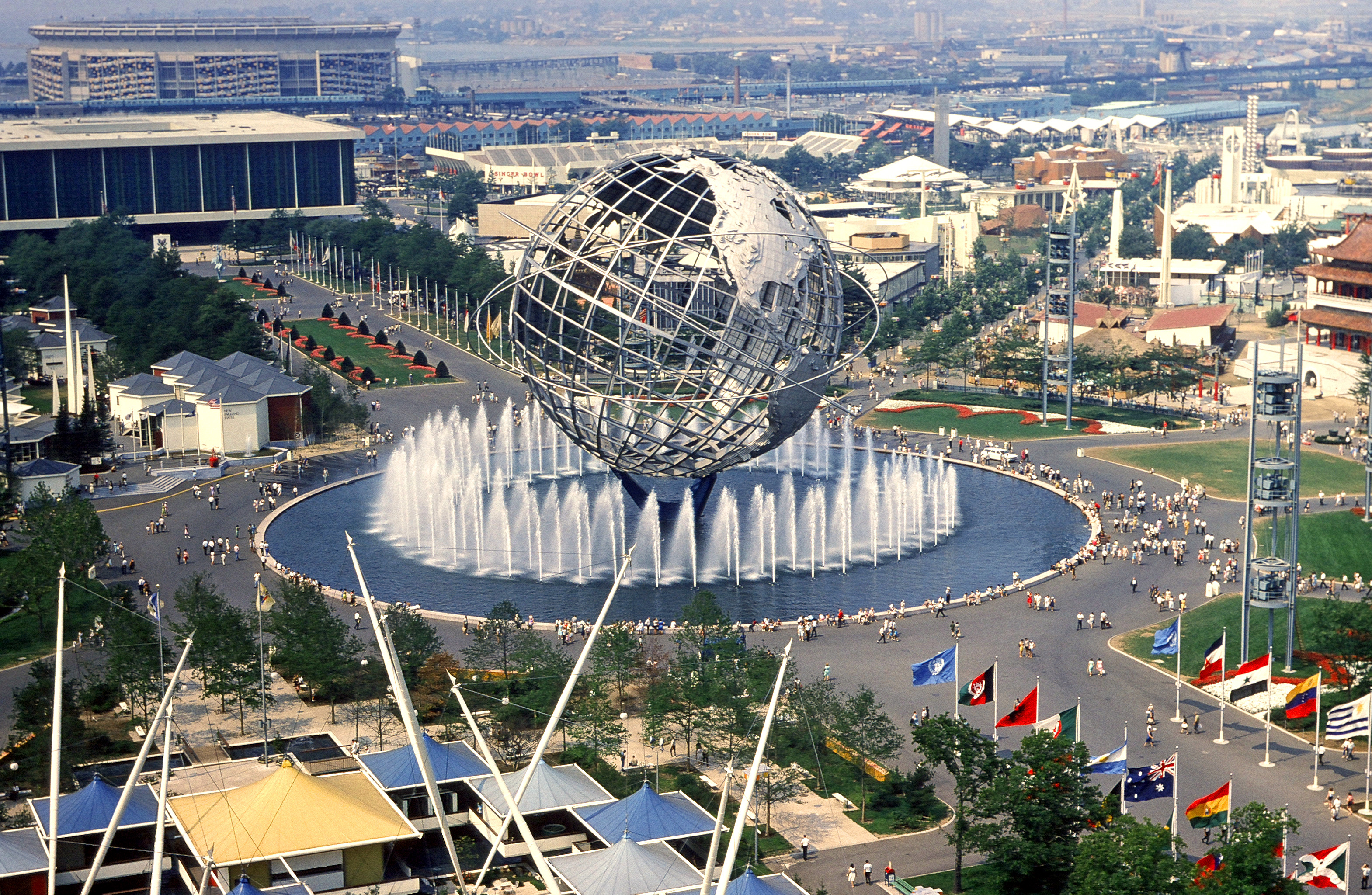
博覧会風景 (1964年)

| - 建設当時の様子 - 博覧会風景 (1964年) |